# Daniel Carter (Musiker)

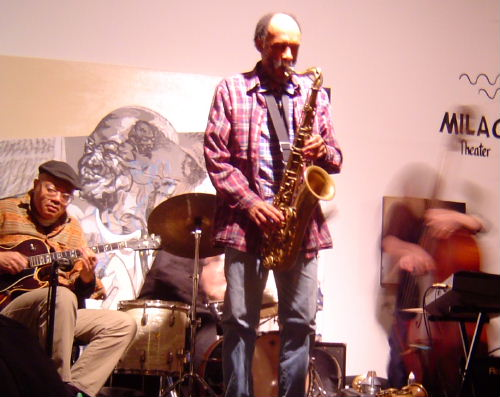
Daniel Carter

Daniel Carter (* 28. Dezember 1945 in Wilkinsburg, Pennsylvania) ist ein US-amerikanischer Jazz-Musiker (Saxophone, Klarinette, Flöte, Trompete).

## Leben
Daniel Carter arbeitete seit den frühen 1970er Jahren in der New Yorker Free Jazzszene. In dieser Zeit nahm er gelegentlich mit Gunter Hampel und Bob Moses auf. Da er Schwierigkeiten hatte, Auftrittsmöglichkeiten zu finden, arbeitete er um 1978 vorwiegend als Straßenmusiker. 1981 wurde er Mitglied des Musikerkollektivs Other Dimensions in Music, in dem auch Roy Campbell, William Parker und Rashid Bakr spielten. Außerdem spielte Carter in den 1980ern auch mit Punk-Rockgruppen.
In den 1990er Jahren arbeitete Carter weiter mit Other Dimensions In Music; daneben spielte er in einem Quartett namens Test, zu dem Sabir Mateen, der Bassist Matthew Heyner und der Schlagzeuger Tom Bruno gehörten und das regelmäßig in U-Bahn-Stationen auftrat. Außerhalb des Jazz arbeitete Carter mit dem Avantgarde-Rock Songwriter David Grubbs und Electronic-Musikern Spring Heel Jack und DJ Logic. Seit 1999 nahm er außerdem einige Alben unter eigenem Namen für die Label AUM Fidelity und Thirsty Ear auf. 2006 ging er mit seinem Wizard Trio auf Italien-Tournee.
Carter arbeitete außerdem mit Paul Flaherty, Federico Ughi, The Negatones, Thurston Moore, Yo La Tengo, Soul-Junk, Cooper-Moore und Matthew Shipp. Nach Ansicht des Magazins Dusted spielt Carter in einem Lee Konitz ähnelnden Cool-Jazz-Ton.

## Diskografische Hinweise
Alben unter eigenem Namen
- Language (Origin, 2001)
- Principle Hope (Sublingual, 2002)
- Luminiscence (AUM Fidelity, 2003) mit Reuben Radding
- Nivesana (Epoch, 2008)
- Telepathic Mysteries, Vol. 1 (577 Records, 2020)

Kollaborative Bandprojekte
- Daniel Carter / William Parker / Matthew Shipp: Seraphic Light [Live at Tufts University] (AUM Fidelity, 2018)
- Daniel Carter/Patrick Holmes/Matthew Putman/Hilliard Greene/Federico Ughi: Telepatia Liquida (577 Records, 2018)
- Daniel Carter/Hillard Greene/David Haney: Live Constructions (2018)
- Aron Namenwirth / Daniel Carter / Joe Hertenstein / Zach Swanson: Live at the Bushwick Series (Gaucimusic, 2020)
- Daniel Carter/Matthew Shipp/William Parker/Gerald Cleaver: Welcome Adventure! (577 Records, 2020)
- Daniel Carter & Matt Lavelle: The Piano Album (2020)
- Daniel Carter, Matthew Shipp, William Parker, Gerald Cleaver: Welcome Adventure! Vol. 1 (577 Records, 2019)
- Daniel Carter, Matthew Shipp, William Parker, Gerald Cleaver: Welcome Adventure! Vol. 2 (577 Records, 2022)
- Daniel Carter, Ayumi Ishito, Eric Plaks, Zach Swanson, Jon Panikkar: Open Question Vol. 1 (577 Records, 2022)[2]
- Daniel Carter, Adriana Camacho, Federico Ughi: Trabajadores de Energia (2023)
- Playfield: Magic Heart (577 Records, 2022), mit Ayumi Ishito, Eric Plaks, Zach Swanson, Aron Namenwirth, Yutaka Takahashi, Jon Panikkar, Luisa Muhr
- Daniel Carter, Ayumi Ishito, George Draguns, Ed Wilcox: Makeshift Spirituals (577 Record, 2025)

Alben als Sideman
- Roy Campbell: Now! (AUM Fidelity, 1997)
- Gunter Hampel & His Galaxie Dream Band: Angel (Birth, 1972)
- Paul Flaherty: Resonance (Zaabway, 1997)
- Bob Moses: Bittersuite in the Ozone (Amulet, 1973)
- Other Dimensions in Music: Time Is of the Essence Is Beyond Time (AUM Fidelity, 1997)
- William Parker: Painter’s Spring (Thirsty Ear, 2000)
- Matthew Shipp: Strata (HatOLOGY, 1997); Nu Bop (Thirsty Ear, ca. 2001)
- Test: Live/TEST (Eremite, 1998, mit Tom Bruno, Matthew Heyner, Sabir Mateen)
- Invitation The King's Waltz (Konnex Records 2006)
- Matthew Shipp:  Not Bound (2017)
- William Parker: Painters Winter (2021)
- William Parker: Universal Tonality (2002/2022)
- Luke Stewart Remembrance Ensemble: The Order (2025)